# Claes Erik Sparre
Claes Erik Sparre af Söfdeborg, född 5 maj 1746 i Karlskrona, död 1 augusti 1829 i Länghems församling, Älvsborgs län, var en svensk militär.

## Biografi
Claes Erik Sparre af Söfdeborg föddes 1746 i Karlskrona. Han var son till amiralen Erik Arvid Sparre och Charlotta Eleonora Siöblad. Sparre blev 21 januari 1757 kadett vid kadettkåren. Han blev 8 maj 1764 löjtnant vid amiralitetet, 12 augusti 1773 kapten och 20 juli 1774 major. Sparre blev 7 april[när?] generaladjutant vid Skaraborgsbrigaden och utnämndes 28 januari 1816 till RSO. Han avled 1829 och begravdes i Länghems kyrka.

### Familj
Sparre gifte sig 19 september 1775 på Idingstad i Östra Hargs socken med friherrinnan Mariana Helena Ehrenkrona (1748–1820), dotter av kammarrådet Samuel Gammal Ehrenkrona och friherrinnan Elsa Regina von Schwerin. De fick tillsammans barnen landshövdingen Erik Samuel Sparre (1776–1843), Sixten Filip Sparre (1777–1778), majoren Claes Gustaf Sparre (1779–1842), Eleonora Regina Sparre (1780–1850) som var gift med ryttmästaren Carl Bleckert Storckenfeldt, Charlotta Ulrika Mariana Sparre (1781–1853) som var gift med majoren Gustaf Adolf Fredrik Lagerfelt, Fredrika Antoinetta Carolina Vilhelmina Sparre (1783–1872) som var gift med lagmannen Johan Adolf Olivecreutz, Henrika Lovisa Sparre (1784–1856), som var gift med friherren Samuel Carl Filip Gammal Ehrenkrona, majoren Fredrik Vilhelm Sparre (1786–1859), Mariana Sofia Sparre (1789–1867) som var gift med fäänriken Adolf Fredrik Fock och justitierådet Carl Georg Sparre (1790–1852).